# Romain Édouard
Romain Édouard (nascido em 28 de novembro de 1990) é um jogador francês de xadrez com o título de Grande Mestre desde 2009.
Nascido em Poitiers, Édouard jogou xadrez desde os cinco anos de idade, e foi ao seu primeiro torneio em 2001. Ele foi treinado pelo Grande Mestre francês Olivier Renet durante sua adolescência. Ele ganhou o Campeonato Juvenil Europeu em 2006 na categoria sub-16 com 15 anos de idade, e em 2007 ganhou seu título de Mestre internacional.
Entre torneios abertos, ganhou em Saragoça 2008, em Bad Wiessee 2008, Andorra 2009, Echternach de 2009 e 2010, Hastings 2009/10 e Clermont-Ferrand 2011. Também teve vitórias em eventos fechados como no Grand Prix de Bordéus 2007, Antuérpia 2011 e Nancy 2012. Em agosto de 2012, Édouard conjuntamente venceu o campeonato francês de xadrez ao lado de Christian Bauer, Maxime Vachier-Lagrave e Etienne Bacrot. Em dezembro do mesmo ano, ele venceu o Clássico Torneio Al Ain vencendo Vachier-Lagrave em tiebreaks. Édouard participou do grupo B de Grande mestres do Torneio Corus de 2013 em Wijk aan Zee finalizando em sexto lugar de quatorze participantes, com uma pontuação de 7/13 pontos. Édouard ficou no primeiro lugar em 2015 no Torneio Mundial Aberto de Xadrez, realizada em Arlington. Em julho de 2015, ele ganhou o 3º campeonato de xadrez AIDEF (Campeonato de Xadrez dos países falantes de Francês) em Montreal.
Édouard tem jogado para a equipe nacional de xadrez Francesa nas Olimpíadas de Xadrez em 2010, 2012 e 2014, e para a Equipe Européia de Campeonatos de Xadrez em 2009, 2013 e 2015. No evento de 2013, a equipe recebeu medalha de prata e o ouro individual foi para Édouard.

## Livros
- Edouard, Romain (2014). The Chess Manual of Avoidable Mistakes. [S.l.: s.n.] ISBN 978-9082256611

- Edouard, Romain (2015). The Chess Manual of Avoidable Mistakes. Part 2: Test yourself!. [S.l.: s.n.] ISBN 9789082256642